# Euphorbia anthonyi
Euphorbia anthonyi es una especie fanerógama perteneciente a la familia de las euforbiáceas. Es endémica de México donde se encuentra en Baja California, en la isla Revillagigedo.

## Taxonomía
Euphorbia anthonyi fue descrita por Townshend Stith Brandegee y publicado en Erythea 7(1): 7. 1899.
Etimología
Euphorbia: nombre genérico que deriva del médico griego del rey Juba II de Mauritania (52 a 50 a. C. - 23), Euphorbus, en su honor – o en alusión a su gran vientre –  ya que usaba médicamente Euphorbia resinifera. En 1753 Carlos Linneo asignó el nombre a todo el género.
anthonyi: epíteto otorgado en honor de su descubridor el naturalista estadounidense Alfred Webster Anthony (1865 - 1939) quien llegó a poseer una colección de 10.000 aves.
Sinonimia
- Chamaesyce anthonyi (Brandegee) G.A.Levin
- Euphorbia anthonyi var. clarionensis (Brandegee) I.M.Johnst.
- Euphorbia clarionensis Brandegee[5]